# Sistema informativo agricolo nazionale
Il Sistema informativo agricolo nazionale (SIAN) è un sistema informativo che s'interessa dei settori agricolo, agroalimentare e forestale creato dal Ministero delle politiche agricole alimentari e forestali e dall'Agenzia per le erogazioni in agricoltura (AgEA).
Esso s'interessa dell'informatizzazione dei servizi agro-forestali e della gestione dalla Politica agricola comune (PAC).